# Stazione di Yamadagawa
La stazione di Yamadagawa (山田川駅?, Yamadagawa-eki) è una stazione ferroviaria della cittadina di Seika, nel distretto di Sōraku della prefettura di Kyoto, in Giappone, servente la linea Kintetsu Kyōto delle Ferrovie Kintetsu, che congiunge Kyoto con Nara. Dista 29,2 km dal capolinea di Kyoto Centrale.

## Linee
Ferrovie Kintetsu
● Linea Kintetsu Kyōto

## Aspetto
La stazione è costituita da 2 binari passanti con due marciapiedi laterali collegati al fabbricato viaggiatori posto in superficie con scale fisse e una rampa per disabili.
| 1 | ■ Linea Kintetsu Kyōto | per Yamato-Saidaiji, Nara, Tenri, Yamato-Yagi, Kashiharajingū-mae e Yoshino |
| 2 | ■ Linea Kintetsu Kyōto | per Shin-Hōsono, Shin-Tanabe, Ōkubo, Tambabashi, Kyoto e Kokusaikaikan      |

## Stazioni adiacenti
| «                    | Servizio             | »                    |
| Linea Kintetsu Kyoto | Linea Kintetsu Kyoto | Linea Kintetsu Kyoto |
| -------------------- | -------------------- | -------------------- |
| Kizugawadai          | Locale               | Takanohara           |
| Transito             | Espresso             | Transito             |